# عبد الله بن خليفة آل ثاني
عبد الله بن خليفة آل ثاني رئيس وزراء قطري سابق, شغل منصب رئيس الوزراء في قطر منذ 29 أكتوبر (تشرين الأول) 1996 حتى 3 أبريل (نيسان) 2007. ولد في 25 ديسمبر (كانون الأول) 1959. درس جميع المراحل التعليمية (عدا العسكرية) في دولة قطر. أكمل الثانوية العامة في 1975. تخرج من أكاديمية ساندهيرست العسكرية الملكية بالمملكة المتحدة في ديسمبر 1976 التحق بالقوات المسلحة القطرية منذ بداية تخرجه في الكلية العسكرية، وتقلد عدة مناصب عسكرية قيادية مختلفة حتى عام 1989. عُيّن رئيسا للجنة الأولمبية القطرية من عام 1979 وحتى عام 1989. عُيّن وزيرا للداخلية فـي 18 يوليو (تموز) 1989. عُيّن نائبا لرئيس مجلس الوزراء ووزيرا للداخلية بتاريخ 11 يوليو 1995.
يجيد إضافة إلى لغته الأم، الإنجليزية والفرنسية.
خلفه وزير الخارجية والنائب الأول لرئيس مجلس الوزراء الشيخ حمد بن جاسم بن جبر آل ثاني.
يشغل حالياً منصب المستشار الخاص لسمو الأمير بدرجة رئيس مجلس وزراء.
من اهتماماته سباقات الفروسية وسباقت الهجن ومهتم بسباقات الدراجات النارية على حلبة لوسيل الدولية.

## اولاده
له ستة أولاد هم (حمد - فهد - تميم - خليفة - محمد - سحيم)

## روابط خارجية
- عبد الله بن خليفة آل ثاني على موقع أوليمبيديا (الإنجليزية)